# Hans G. Andersson
Hans Gustaf Andersson, född 22 april 1907 i Lund, död 17 maj 1983, var en svensk jurist som var lagman i Kristianstads tingsrätt från 1971 till 1972.
Andersson blev juris kandidat vid Lunds universitet 1931 och genomförde tingstjänstgöring innan han 1935 blev fiskal vid hovrätten över Skåne och Blekinge. Han var borgmästare i Kristianstads stad 1951-1966, häradshövding i Kristianstads domsaga 1967-1970 och lagman i Kristianstads tingsrätt 1971-1972.
Andersson var son till tullförvaltare G E Andersson och hans maka Maria, född Melander. Han var från 1938 gift med Märta, född Ahlgren 1912.